# 眾樂園

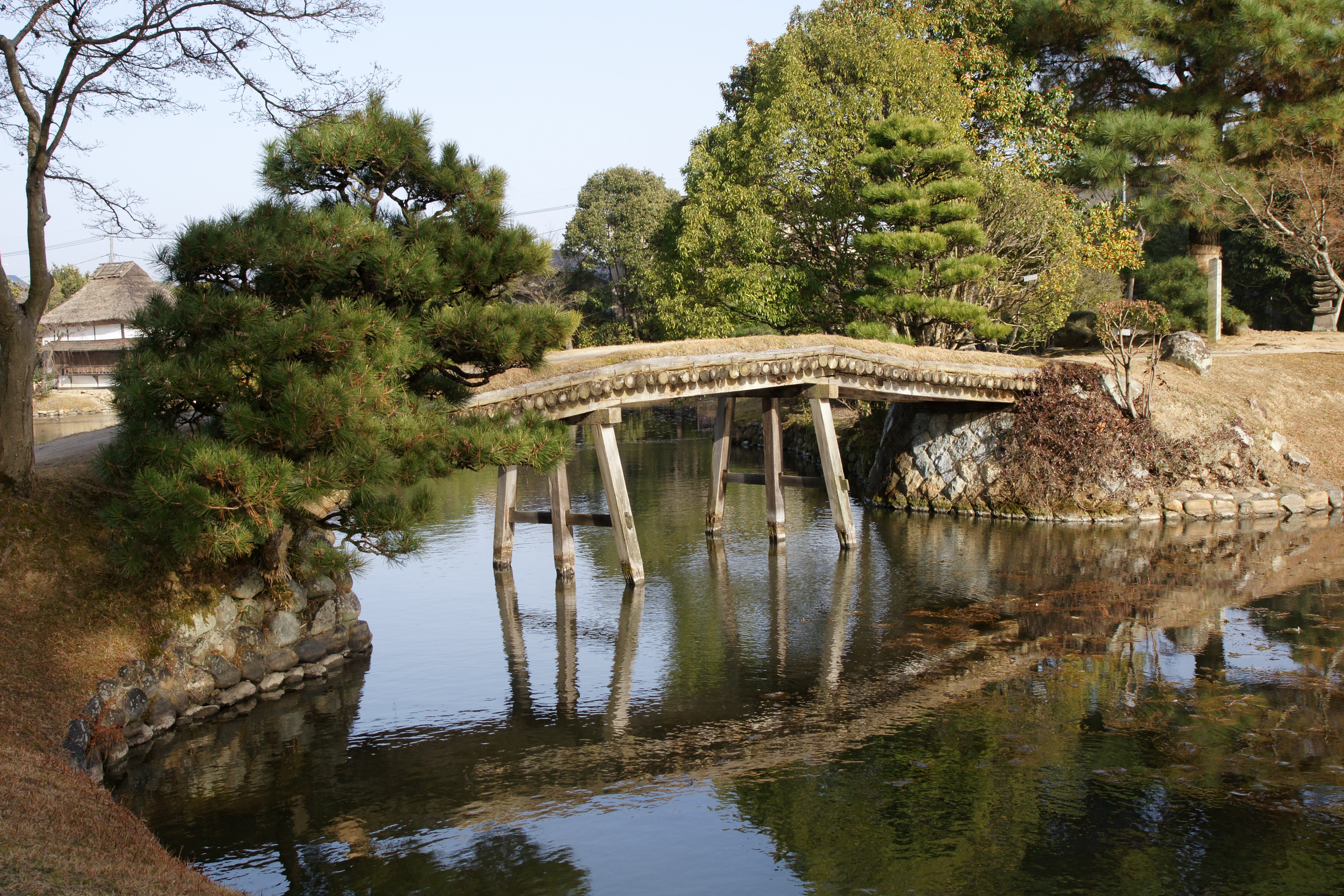
眾樂園

眾樂園（日语：衆楽園）是位於日本岡山縣津山市山北的一處日本庭園。正式名稱是舊津山藩別邸庭園。是日本的名勝。眾樂園是津山藩第二代藩主森長継的大名庭園，系效仿京都仙洞御所修建而成。眾樂園現在的面積有28000平方米。

## 外部連結
- 津山市>衆楽園（旧津山藩別邸庭園）

35°4′18″N 134°0′22″E / 35.07167°N 134.00611°E